# A Foggy Day with Carmen McRae
A Foggy Day with Carmen McRae — студийный сплит-альбом американских исполнительниц Кармен Макрей и Айви Андерсон, выпущенный в 1953 году на новом лейбле Stardust Records.

## Об альбоме
Кармен Макрей была уже довольна известна в джазовых кругах ко времени записи, она выступала в различных джазовых барах в качестве вокалистки или пианистки, однако коммерческих предложений ей не поступало. Запись нового материала Макрей в студии произошло потому, что её пение привлекло бизнесмена Лена Франка, который собирался основать свой собственный небольшой лейбл Stardust. Он организовал для неё несколько сессий, в результате которых вышло восемь песен. Все восемь из них были выпущены на синглах, а пять в конечном итоге были переизданы на этом альбоме. Благодаря этим записям в 1954 году Макрей была признана лучшей новой певицей по мнению журнала DownBeat.
На второй стороне пластинки представлены архивные песни в исполнении Айви Андерсон, которая к моменту релиза уже скончалась.

## Отзывы критиков
Комментируя исполнение заглавной песни в журнале Cash Box отметили, что «знаменитая олди Гершвина получает гладкую интерпретацию от Кармен Макрей в приглушённой романтической манере, постепенно переходящую в свинг. Хороший материал».

## Список композиций
Сторона «А» (Кармен Макрей)
1. «A Foggy Day» — 2:05
2. «Go Slow» — 3:15
3. «Are You Happy?» — 3:20
4. «Pavane» — 2:37
5. «Oh, My Darling!» — 2:41

Сторона «Б» (Айви Андерсон)
1. «Charlie is My Darling» — 2:44
2. «Evening Blues» — 2:47
3. «Empty Bed Blues» — 3:03
4. «I Don’t Know His Name» — 2:46
5. «Drive Me Daddy» — 3:02